# Фонтельяс (Наварра)
Фонтельяс (ісп. Fontellas) — муніципалітет в Іспанії, у складі автономної спільноти Наварра. Населення — 910 осіб (2009).
Муніципалітет розташований на відстані близько 250 км на північний схід від Мадрида, 90 км на південь від Памплони.
На території муніципалітету розташовані такі населені пункти: (дані про населення за 2009 рік)
- Ель-Бокаль: 3 особи
- Фонтельяс: 907 осіб

## Демографія
Динаміка населення (INE ):

## Галерея зображень

Розташування муніципалітету